# داستان قلعه اوساکا
داستان قلعه اوساکا (انگلیسی: The Story of Osaka Castle) فیلمی به کارگردانی هیروشی ایناگاکی است که در سال ۱۹۶۱ منتشر شد.

## بازیگران
- توشیرو میفونه
- یوشیکو کوگا
- ایسوزو یامادا
- تاکاشی شیمورا
- کیوکو کاگاوا
- تتسورو تامبا